# Exame de sangue

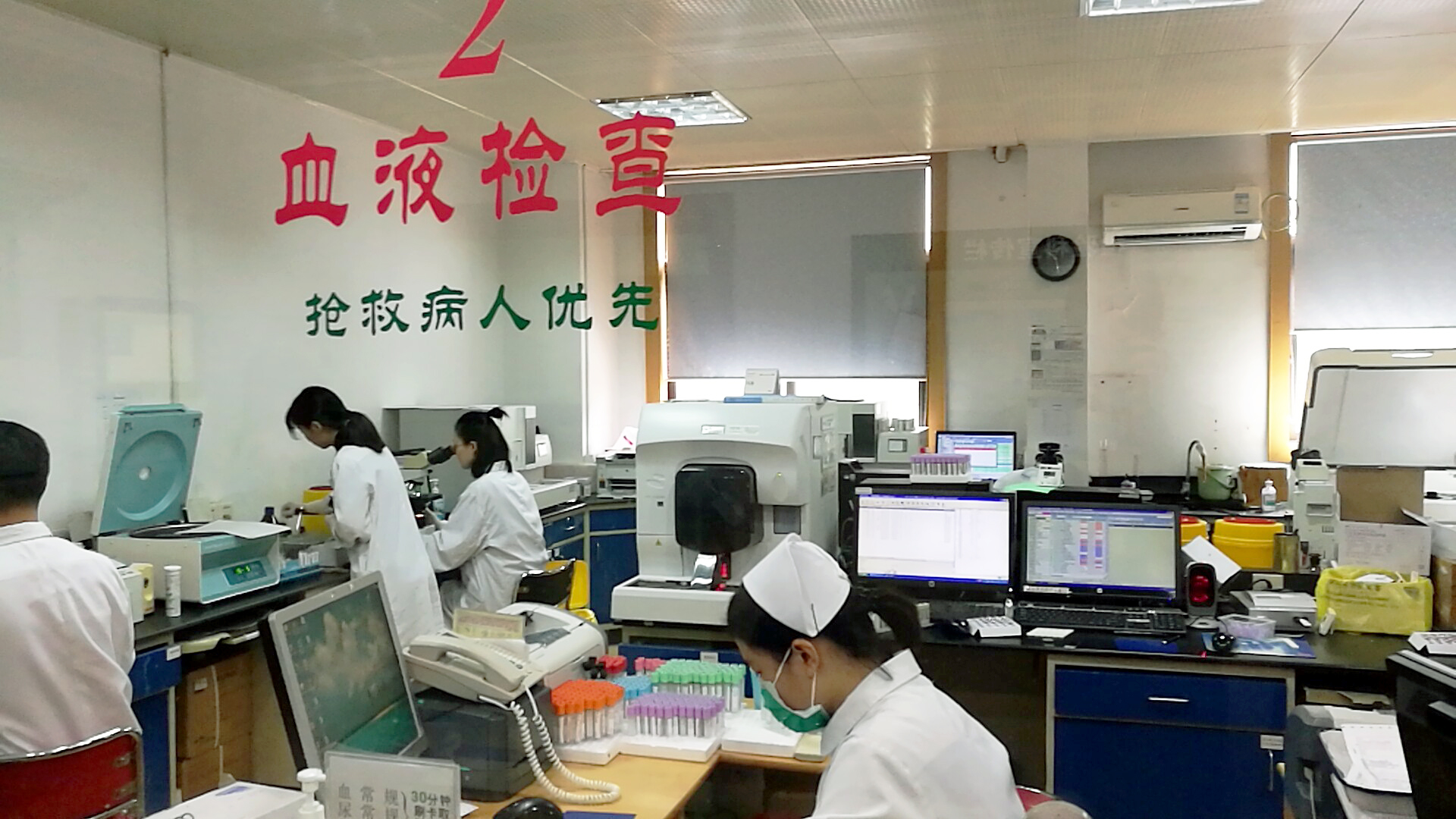
Laboratório hematológico moderno.

Exames de sangue são exames laboratoriais realizados no sangue para adquirir informações sobre doenças e funções dos órgãos. Como o sangue flui por todo o corpo, atuando como meio de obtenção de oxigênio e nutrientes pelos tecidos, e levando de volta os produtos usados para os sistemas excretórios, o estado do sangue afeta, ou é afetado, por muitas doenças ou condições médicas. Por estas razões, os exames de sangue são os exames médicos mais comuns. O sangue é obtido de um paciente através de uma punção na veia ou um pequeno furo no dedo.
O sangue é útil por ser um meio relativamente não-invasivo se se obter células, fluido extracelular (plasma sanguíneo) do corpo para verificar sua saúde.

## Exames químicos de sangue
O exame CHEM-7, às vezes chamado de Perfil ou Painel Metabólico Básico (BMP), é uma bateria de exames químicos do sangue. As sete partes do CHEM-7 incluem exames para:
- Quatro eletrólitos:
  - sódio
  - potássio
  - cloreto
  - bicarbonato ou CO2
- nitrogênio uréico do sangue (BUN)
- creatinina
- glicose (Este exame também pode ser realizado pelo próprio paciente diabético usando um medidor de glicose)

Um uso comum destes exames é para determinar a função renal.

## Moléculas orgânicas grandes
Proteínas
- Eletroforese de proteína
- Western blot (técnica geral—não um exame específico)
- Testes de função hepática (TGO, TGP, GGT, bilirrubina total, albumina, entre outros)

### Anticorpos
- Serologia (técnica geral—não um exame específico)
  - Exame Wassermann (para sífilis)
- Exame ELISA
- Teste de Coombs

### Outros
- Reação em cadeia da polimerase (PCR) (RNA). O exame de DNA é possível atualmente mesmo com pequenas quantidades de sangue: geralmente é usado na ciência forense, mas hoje em dia também é parte do processo de diagnóstico de muitos distúrbios.
- Northern blot (RNA)

## Células
- Hemograma (ou "hemograma completo")
- Hematócrito e VCM ("volume corpuscular médio")
- Taxa de sedimentação de eritrócitos (ESR)
- Prova cruzada, para determinação do tipo de sangue para transfusão sanguínea ou transplantes.
- Hemoculturas geralmente são feitas quando há suspeita de uma infecção.